# Guanaqueros
Guanaqueros – miasto w Chile, w regionie Coquimbo, w prowincji Elqui.